# Maribor
Maribor (Duits: Marburg an der Drau; Italiaans: Marburgo sulla Drava) is een stad in Slovenië. De stad ligt aan de Drau (Sloveens: Drava), op de plaats waar deze rivier de Alpen verlaat. Maribor is met ruim 100.000 inwoners de tweede stad van Slovenië en tevens de tweede stad van het historische Stiermarken (Štajerska), dat grotendeels in Oostenrijk ligt. Maribor is, sinds het in 1846 werd aangesloten op de spoorlijn Wenen–Triëst, een belangrijke industriestad.

## Geschiedenis
Maribor lag eeuwenlang in Oostenrijk. In de 12e eeuw werd de kathedraal gebouwd als kapittelkerk, want Maribor was nog geen bisschopsstad. De stad kreeg in 1204 marktrechten en in 1254 stadsrechten en leefde van de wijnbouw, de handel en tolgelden. De Habsburgers gaven de stad vele privileges. Maribor kreeg in 1532 en 1683 te maken met Turkse belegeringen. De burcht waarnaar de stad genoemd is, ging in 1784 verloren.
In 1859 werd Maribor de zetel van het bisdom Lavant, dat later het aartsbisdom Maribor werd.
Tot 1918 bleef de stad Oostenrijks. Na de Eerste Wereldoorlog kwam Maribor met de rest van zuidelijk Stiermarken aan Joegoslavië. De bevolking bestond destijds uit Duits- en Sloveenstaligen. In de omgeving van de stad bestond de bevolking vooral uit Slovenen, in de stad zelf bestond de meerderheid uit Duitstalige Oostenrijkers, die vooral te vinden waren onder de beambten en de middenstand. Het bevolkingsaandeel van deze "Oud-Oostenrijkers" is sindsdien gedecimeerd. Tijdens de Tweede Wereldoorlog onderging Maribor, dat in 1941 door de Duitsers was veroverd, geallieerde bombardementen. Na de Tweede Wereldoorlog ontwikkelde de industrie zich verder (textiel, metaal, auto's). In 1975 kreeg de stad een universiteit.
Sinds 1991 is Maribor de tweede stad van het onafhankelijke Slovenië.

## Bezienswaardigheden
Bezienswaardigheden zijn het stadskasteel uit 1483, dat een museum huisvest, het zestiende-eeuwse stadhuis en de Mariazuil, het symbool van de stad, die herinnert aan de pestepidemie van 1680.
Maribor is een bisschopsstad. Op 7 april 2006 werd het bisdom verheven tot metropolitaan aartsbisdom. Maribor is een belangrijk cultureel centrum (Nationaal Theater sinds 1852, Festival Lent in juni) en nog steeds een wijnbouwcentrum.
In de onmiddellijke nabijheid ligt de berg Pohorje, een skigebied.

## Verkeer en vervoer
Bereikbaar over de weg vanuit Wenen en Graz via de Europese weg 57. Vanuit Ljubljana via de A1 (Slovenië). Per trein via de spoorlijn Wenen-Triëst.

## Plaatsen in de gemeente
Bresternica, Celestrina, Dogoše, Gaj nad Mariborom, Grušova, Hrastje, Hrenca, Jelovec, Kamnica, Košaki, Laznica, Limbuš, Malečnik, Maribor, Meljski Hrib, Metava, Nebova, Pekel, Pekre, Počehova, Razvanje, Ribniško selo, Rošpoh - del, Ruperče, Srednje, Šober, Trčova, Vinarje, Vodole, Vrhov Dol, Za Kalvarijo, Zgornji Slemen - del, Zrkovci

## Sport
Maribor is de thuishaven van voetbalclub NK Maribor, dat zijn thuiswedstrijden speelt in het Ljudski vrt-stadion (1952). Dit multifunctionele voetbalstadion is gelegen op de linkeroever van de Drau in de wijk Koroška Vrat. Ook het Sloveens voetbalelftal speelt regelmatig interlands in dit stadion.
Jaarlijks worden er ook skiwedstrijden gehouden in het kader van het worldcup-circuit.

## Geboren
- Ivo Vajgl (1943), diplomaat en politicus
- Danilo Türk (1952), president van Slovenië (2007-2012)
- Matjaž Kek (1961), voetballer en voetbalcoach
- Marko Simeunovič (1967), voetballer
- Aleš Čeh (1968), voetballer en voetbalcoach
- Mladen Dabanovič (1971), voetballer
- Ante Šimundža (1971), voetballer en voetbalcoach
- Zlatko Zahovič (1971), voetballer
- Vladimir Kokol (1972), voetballer
- Saša Gajser (1974), voetballer
- Aleksander Knavs (1975), voetballer
- Jure Golčer (1977), wielrenner
- Miran Vodovnik (1977), kogelstoter
- Benjamin Pratnemer (1979), darter
- Elvedin Džinič (1985), voetballer
- Luka Rakuša (1985), wielrenner
- Dragan Jelič (1986), voetballer
- Filip Flisar (1987), freestyleskiër
- Luka Šulić (1987), cellist
- Rene Krhin (1990), voetballer
- Polona Hercog (1991), tennisster
- Martin Milec (1991), voetballer
- Maja Keuc (1992), zangeres
- Erik Janža (1993), voetballer
- Luka Krajnc (1994), voetballer